# Гарсиа-Лоридо, Доминик
Домини́к Гарси́а-Лори́до (англ. Dominik Garcia-Lorido; род. 16 августа 1983, Майами) — американская актриса, получившая наибольшую известность благодаря ролям в фильмах «Потерянный город» и «Сити-Айленд». Позже играла роль Мерседес Ласаро в драматическом телесериале «Волшебный город».

## Ранние годы
Дочь Марии-Виктории «Марви» Лоридо и актёра Энди Гарсии. Является старшей из четырёх детей в семье, у неё есть две сестры — Даниэлла и Алессандра, а также брат — Андрес. Её родители кубинского происхождения (отец родился в Гаване).

## Карьера
Дебют актрисы состоялся в фильме «Потерянный город», где режиссёром выступил её отец — Энди Гарсиа, который пригласил Доминик исполнить роль в ленте. Это укрепило желание актрисы сниматься в кино, а также больше работать с отцом. В 2003 году она выиграла премию «Мисс „Золотой глобус“» — награду, традиционно присуждаемую дочери или сыну известного человека.
Актерская карьера актрисы продолжает процветать, она получает всё более существенные роли, которые имеют большое значение для фильмов. В 2008 году она снялась в трёх картинах: расовой драме «I Am Somebody: No Chance in Hell» и криминальных триллерах — «Reflections» и «La linea», в которой также приняли участие Рэй Лиотта и Энди Гарсиа. В 2009 году, вместе со своим отцом она снялась в комедийной драме, под названием «Сити-Айленд», где исполнила роль Вивьен Риццо, за которую её наградили премией «Imagen Awards».

## Фильмография
| Год       |   | Русское название               | Оригинальное название            | Роль                     |
| --------- | - | ------------------------------ | -------------------------------- | ------------------------ |
| 1995      | ф | Один из двух                   | Steal Big Steal Little           | Мария Мартинес           |
| 2004      | ф |                                | Last Goodbye                     | Рейган                   |
| 2005      | ф | Потерянный город               | The Lost City                    | Мерседес Фельове         |
| 2007      | ф |                                | Luz del mundo                    | Лус                      |
| 2008      | ф |                                | I Am Somebody: No Chance in Hell | Мэри                     |
| 2008      | ф |                                | Reflections                      | Кейт                     |
| 2008      | ф | Линия                          | La linea                         | Женщина в Красном Платье |
| 2009      | ф | Сити-Айленд                    | City Island                      | Вивьен Риццо             |
| 2010      | ф | Воспоминания Волшебного Города | Magic City Memoirs               | Вероника Суарес          |
| 2012—2013 | с | Волшебный город                | Magic City                       | Мерседес Ласаро          |
| 2015      | ф | Шальная карта                  | Wild Card                        | Холли                    |
| 2019      | с | Мистер Робот                   | Mr. Robot                        | Оливия Кортез            |